# Шевчук Розалія Іванівна
Розалія Шевчук (до шлюбу — Заблоцька, 5.03.1924 — 11.10.2012) — учасниця українського визвольного руху в лавах ОУН та УПА.

## Життєпис
Народилася 5 березня 1924 року в селі Демня Миколаївського району Львівської області в родині небагатих селян. В 18 років вступає в ОУН і бере активну участь в підпіллі. В 1946 році заарештована, перебуваючи на квартирі у Львові, очевидно за доносом. Засуджена на 10 років позбавлення волі з конфіскацією майна за антирадянську діяльність. Ув'язнення відбували в таборах Воркути, етапована в спецтабір біля Омська. Звільнена з ув'язнення в 1956 році. Після звільнення одружилася з Михайлом Шевчуком (також колишнім політв'язнем). Згодом повернулася разом з чоловіком додому і очолила Спілку політичних в'язнів міста Івано-Франківська. Очолювала Спілку політичних в'язнів до останніх днів життя, беручи активну участь в громадсько-суспільному житті міста. Померла 11.10.2012 року.

### Підпілля
В 18 років активно вступає в підпільну боротьбу. Першим відповідальним вишколом в ОУН було навчання на медичних курсах першої допомоги. Направлена працювати в український підпільний Червоний Хрест перевозити медикаменти зі Львова до визначених аптечних пунктів, організованих підпіллям. Виконувала обов'язки кур'єрки та зв'язкової. Носила «Штафети» (записки). Передавала записки таким чином: заплітала у волосся, запікала в паляницю, ховалв в кошик з подвійним дном. Щоденно проходила десятки кілометрів. В 1943 році призначена «кущовою» у шести селах на теренах Львівщини. Розалія Шевчук відповідала за налагодження розвідувальної сітки з місцевих мешканців, та забезпечення медпунктів УПА ліками. Діяла в умовах особливої небезпеки. Підрозділи УПА нерідко протистояли загонам НКВД. В такій обороні сіл нерідко брала участь Шевчук. Вона ходила на розвідку у ворожий табір, прикидаючись то пастушкою, що загубила теля, то жебрачкою, яка просить їжу.

### Арешт і ув'язнення
В 1946 році Шевчук заарештована на квартирі знайомих у Львові. Слідчі чітко знали її прикмети, очевидно, що хтось доніс. Під час допитів трималася відважно, нікого не здавши. Військовим трибуналом військ МВС Дрогобицької області Р. Шевчук засуджена за ст.54-1а, 54-11 ККУРСР на 10 років позбавлення волі з конфіскацією майна за антирадянську діяльність. Ув'язнення відбувала в таборах Воркути, її етапували в спецтабір біля Омська. В тюрмі хворіла цингою, віспою, запаленням легень. Моральний стан бранки рятувала любов до вишивання. У неділю виймала з тайника нитки і голки, і разом з подругами вишивали одна для одної невеличкі ікони та хусточки.

### Спілка політичних в'язнів Івано-Франківська
Після звільнення з тюрми в 1956 році незадовго повернулася в Україну. Очолювала Спілку політичних в'язнів міста Івано-Франківська до смерті. За час очолювання Спілки політв'язнів брала активну участь в громадсько-суспільному житті міста, в заходах з патріотичного виховання молоді.
Померла Розалія Шевчук 11 жовтня 2012 року.